# Caldimicrobium rimae
Caldimicrobium rimae es una bacteria gramnegativa del género Caldimicrobium. Fue descrita en el año 2009, es la especie tipo. Su etimología hace referencia a crack o fisura. Es anaerobia estricta, termófila extrema, móvil por dos flagelos polares, quimiolitoautótrofa. Las células miden 0,5 μm de ancho por 1,0-1,2 μm de largo. Temperatura de crecimiento de 52-82 °C, óptima de 75 °C. Tiene un contenido de G+C de 35,2%. Se ha aislado de la fuente termal terrestre Treshchinnyi, en la Caldera Uzon, Kamchatka, Rusia.